# Assize bíráskodás
Az assize bíróságok (/ə ˈ s aɪ z ɪ z /) időszakos bíróságok voltak Angliában és Walesben 1972-ig, amikor a negyedéves ülésekkel együtt az 1971-es bírósági törvény hatályon kívül helyezte, és egyetlen állandó törvény váltotta fel őket, a Koronabíróság. Az asszisztensek polgári és büntetőjogi joghatóságot is gyakoroltak, bár munkájuk nagy része a büntetőjogi volt. Meghallgatták a legsúlyosabb eseteket, amelyeket a negyedéves ülések közben elkövettek (a helyi megyei bíróságok évente négyszer), míg a kisebb jelentőségű bűncselekményeket a békebírák kis üléseken (más néven magistratusok) tárgyalták összefoglalóan.
Az assize szó a bírák olyan üléseire (régi francia assises) utal, amelyeket Anglia és Wales hét körútján tartottak „oyer and terminer” megbízás alapján. bíróság és esküdtszékek összehívása mellett a különböző nagyvárosokban.

## Etimológiája
Közép angol assise< Régi francia assise („session, legal action" – az asseoir múltbeli igenév „ülni") < vulgáris latin assedēre < latin assidēre („mellé, félre, máshol ülni") < ad sedēre („ülni"). A „cours of assize” a még létező francia „Cours d'assise” angol megfelelője volt.

## Története
Az 1166-os Clarendon assize: II. Henrik angol király bíróság elé állította a tizenkét lovagból álló nagygyűlést a földvitákban, valamint a vándorbírók által megtartott megyei bíróságokon. Mielőtt 1215-ben elfogadták (beiktatták) a Magna Cartát, a keresetleveleket a Westminsterben kellett tárgyalni, vagy meg kellett várni a tárgyalást az eyre-i bírók hetedik körzetében. A Magna Carta úgy rendelkezett, hogy a földvitákat évenkénti bíróságok tárgyalják a megfelelő helyeken. Ez a munka hamarosan kibővült, és öt megbízás lett. 1293-ban törvényt fogadtak el, amely hivatalosan négy körzetet határozott meg.
Mint ilyen, évszázadokon át a Court of King's Bench, a Court of Common Pleas bírói és a Pénzügyminisztérium bárói az év egyes évszakaiban körbeutazták az országot, öt bizottságban közreműködve. Polgári bizottságaik voltak. az assize és a nisi prius; büntetőjogi megbízásaik a béke, az oyer és a terminer, valamint a börtönbe szállítás.
A második bizottság olyan ügyeket tárgyalt, amelyekben a felperesek elsőbbséget kívántak kapni. Az I. Eduárd angol király uralkodása idején elfogadott törvény alapján a felperesek (követelők) keresetet nyújthattak be a Westminsterben, hogy a bíróság adjon ki keresetet egy esküdtszék beidézésére, hogy jelöljenek ki időpontot és helyet az okok ottani tárgyalására, megjelölve a származási megyét. Az ilyen írások a nisi prius szavait és alakját használták (latinul: „hacsak korábban nem"). Az írás a Westminsterbe hívta a feleket (hosszú találkozóra), hacsak a király bírái nem állítottak össze egy bíróságot a megyében, hogy előzetesen foglalkozzanak az üggyel.
Az oyer és terminer bizottság egy általános bizottság volt az esetek meghallgatására és döntésére. A büntetésvégrehajtási megbízás megkövetelte, hogy az igazságszolgáltatás minden olyan fogoly felett ítélkezzen, akiket még nem ítéltek el, de börtönben tartottak a bírák.
Történelmileg minden Cornwallba látogató bíró állandó tagja volt a hercegi tanácsnak is, amely felügyelte a hercegséget és tanácsot adott a hercegnek. A hercegség létrehozása előtt Cornwall grófjai rendelkeztek az assize-ek felett. A 13. században Richárd, Cornwall első grófja, akit „a rómaiak királyaként" emlegettek, átköltöztette az assize-okat az új lostwithieli adminisztratív palotaegyüttesbe, de később visszatértek Launcestonba.

### 19. és 20. század
A 19. századig kevés lényeges változás történt. 1832-től Wales és Cheshire nádori megye, amelyet a Court of Great Sessions szolgált ki, beolvadt a körrendszerbe. A (London város) és a middlesexi bizottságokat felváltotta a Központi Büntetőbíróság, amely London megnőtt metropoliszát szolgálja ki, és a megyei bíróságok széles körben jöttek létre számos olyan polgári ügy elbírálására, amelyek a nisi prius keresetlevelét öltötték.
A Legfelsőbb Bíróságról szóló 1873. évi törvény, amely a méltányosság és a common law egymással versengő bíráit egyesítette a Legfelsőbb Udvari Bírósággal, átruházta az assize bizottságok (pl. a birtokeladási pereket tárgyaló birtokos asszidiák) joghatóságát a High Court of Justice, és létrehozta a Legfelsőbb Bíróság körzeti hivatalait az egész országban, minimális polgári joghatóságot hagyva az (utazó) assize-eknek.
1956-ban Liverpoolban és Manchesterben koronabíróságokat hoztak létre, amelyek felváltották az assize- és negyedüléseket. Ezt 1972-ben egy királyi bizottság ajánlásai nyomán országosan kiterjesztették.

## Körök
1293-tól a bírák csoportjai négy kört jártak be; 1328-tól hat kört, amelyek tartalma változott egészen 1876-ban eggyel. 1831-ben ezek voltak:
- A Home Circuit: Hertfordshire, Essex, Kent, Sussex és Surrey otthoni megyéi. A nagyböjti összejöveteleket Hertfordban, Chelmsfordban, Rochesterben (Maidstone-nal felváltva), Horshamban és Kingston upon Thamesben tartották, általában ebben a sorrendben. A nyári összejöveteleket Maidstone-ban, Lewesben és Croydonban vagy Guildfordban tartották, általában ebben a sorrendben.
- A Midland Circuit: Northamptonshire, Rutland, Lincolnshire, Nottinghamshire, Derbyshire, Leicestershire és Warwickshire. A találkozókat Northamptonban, Oakhamben, Lincolnban, Nottinghamben, Derbyben, Leicesterben, Coventryben és Warwickben tartották, általában ebben a sorrendben.
- A norfolki körpálya: Buckinghamshire, Bedfordshire, Huntingdonshire, Cambridgeshire, Suffolk és Norfolk. A nagyböjti összejöveteleket Aylesburyben, Bedfordban, Huntingdonban, Cambridge-ben, Bury St Edmundsban és Thetfordban tartották, általában ebben a sorrendben. A nyári találkozókat Buckinghamben tartották, a középső négyet a fent említett és Norwichban, általában ebben a sorrendben.
- Az északi körút : Yorkshire, Lancashire, Durham megye, Northumberland, Cumberland és Westmorland. A nagyböjti összejöveteleket Yorkban és Lancasterben tartották, általában ebben a sorrendben. A nyári összejöveteleket Yorkban, Durhamben, Newcastle-ben, Carlisle-ben és Applebyben tartották, általában ebben a sorrendben.
- Az Oxford Circuit: Berkshire, Oxfordshire, Worcestershire, Staffordshire, Shropshire, Herefordshire, Monmouthshire és Gloucestershire. A nagyböjti összejöveteleket Readingben, Oxfordban, Worcesterben, Staffordban, Shrewsburyben, Herefordban, Monmouthban és Gloucesterben tartották, általában ebben a sorrendben. A nyári asszisztens szinte azonos volt, Abingdont helyettesítve Readinggel.
- A nyugati kör: Hampshire, Wiltshire, Dorset, Devon, Cornwall és Somerset. A nagyböjti összejöveteleket Winchesterben, Salisburyben, Dorchesterben, Exeterben, Launcestonban, Tauntonban és Bristolban tartották, általában ebben a sorrendben. A nyári összejöveteleket az első négyben tartották, majd Bodminban vagy Truróban, majd Wellsben vagy Bridgwaterben, általában ebben a sorrendben.[8]

Yorkshire-t egy időre eltávolították az északi részből, és a Midland Circuit-re helyezték.
Az északkeleti körút 1876-ban alakult, és magában foglalta Yorkshire-t, Durhamet és Northumberlandet. 1960-ra ezen a hét körön már nem otthoni, sem norfolki körút volt, hanem délkeleti, valamint walesi és chesteri körverseny. 1972-ben a Midland Circuit és az Oxford Circuit egyesítve lett Midland és Oxford Circuit.
Mindegyiknek megvolt a saját bárja és rendetlensége (más néven köri rendetlenség vagy bár rendetlenség). A rendetlenség a körpályán gyakorló jogászok társasága volt. A bár az ügyvédi alcsoport volt.

## Feljegyzések hozzárendelése
A Brit Királyi Országos Levéltár őrzi a legtöbb fennmaradt történelmi feljegyzést az assize-okról.

## Fordítás
- Ez a szócikk részben vagy egészben  az   Assizes című angol Wikipédia-szócikk ezen változatának fordításán alapul.  Az eredeti cikk szerkesztőit annak laptörténete sorolja fel. Ez a jelzés csupán a megfogalmazás eredetét és a szerzői jogokat jelzi, nem szolgál a cikkben szereplő információk forrásmegjelöléseként.